# Гавриленков, Николай Протасович
Николай Протасович Гавриленков (5 мая 1933 — 28 марта 2024) — председатель правления открытого акционерного общества «Хорольский молочноконсервный комбинат детских продуктов», Полтавская область, Герой Украины (2004).

## Биография
Родился 5 мая 1933 года в с. Чурилово Руднянского района Смоленской области.
- Трудовую деятельность начал в 1951 году учеником слесаря-монтажника.
- В 1952−1953 годах обучался в Сычовской школе механизации Смоленской области.
- В 1953−1956 годах служил в Советской Армии.
- В 1956−1958 годах — механик-нормировщик на Руднянском молочноконсервном комбинате, Смоленская область.
- В 1958−1964 годах учился в Гурьевском техникуме молочной промышленности, РСФСР.
- В 1964−1968 годах — старший мастер, начальник цеха на Лепельском молочноконсервном комбинате, Белорусская ССР.
- В 1968−1974 годах — главный инженер, Волковисский молочноконсервный комбинат детских продуктов, Белорусская ССР.
- В 1971 году окончил Московский технологический институт мясной и молочной промышленности (ныне — Московский государственный университет пищевых производств) по специальности инженер-технолог.
- С 1974 года — директор, а с 1993 — председатель правления ОАО «Хорольский молочноконсервный комбинат детских продуктов», г. Хорол, Полтавская область.
- C 2006 года — председатель наблюдательного совета предприятия.

Депутат Хорольского районного совета, член исполнительного комитета Хорольского городского совета.
Умер 28 марта 2024 года.

## Награды и звания
- Герой Украины (с вручением ордена Державы, 19 ноября 2004 — за выдающийся личный вклад в становление и развитие индустрии детского питания на Украине, производство высококачественной конкурентоспособной продукции, многолетний самоотверженный труд).
- Награждён советскими орденами Знак Почёта (1977) и Трудового Красного Знамени (1986), а также украинскими орденами За заслуги II (2001) и III (1997) степеней.
- Заслуженный работник промышленности Украинской ССР (1983).
- Почётная грамота Президиума Верховного Совета Белорусской ССР (1974).
- Грамота областного совета (2007)[3].
- Почётная грамота областной государственной администрации (2008)[4].